# 国際連合アンゴラ監視団
国際連合アンゴラ監視団（こくさいれんごうアンゴラかんしだん United Nations Observer Mission in Angola,MONUA)はアンゴラに展開した国際連合平和維持活動。第三次国際連合アンゴラ検証団(UNAVEM III)に引き続き、アンゴラの和平推進のため設立されたものであり、1997年6月30日の国際連合安全保障理事会決議1118に基づいている。
国民和解の推進のほか、停戦状況の監視や国家警察の中立性の監視、人権尊重の推進などを任務としている。和平プロセスの前進により、MONUAはUNAVEM IIIより平和維持軍が縮小された。
1997年7月時点の規模は軍事要員3,026名、軍事監視要員253名、文民スタッフ289名であり、他に現地スタッフがいた。1998年10月には軍事要員589名、軍事監視要員90名、文民スタッフ357名および現地スタッフにまで縮小されている。
MONUAの活動にもかかわらず、アンゴラ全面独立民族同盟(UNITA)の非協力により和平プロセスのも徐々に停滞した。1998年夏季にUNITAは攻勢を開始し、アンゴラの治安は再悪化することとなった。平和維持軍を縮小していたMONUAはこれに強制的な対応をすることができなかった。
1998年12月と1999年1月の2回に渡り国際連合の輸送機がUNITAにより撃墜されている。これにより国連事務総長はアンゴラにおける平和維持活動の継続を断念、1999年2月26日の安保理決議1229によりMONUAは撤収した。なお、アンゴラにおける国連の連絡事務所として、1999年10月15日の安保理決議1268により国際連合アンゴラ事務所(United Nations Office in Angola ,UNOA)が設置されている。